# Götz George

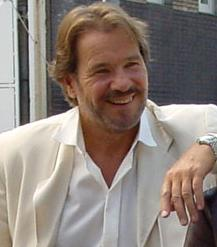
Götz George (2001)

Götz Karl August George (* 23. Juli 1938 in Berlin; † 19. Juni 2016 in Hamburg) war ein deutscher Schauspieler. Er war über mehr als fünf Jahrzehnte vor allem im deutschsprachigen Raum durch seine Rollen in Film und Fernsehen bekannt und auch an verschiedenen Theaterbühnen etabliert.
Bereits in den 1960er Jahren war er im Alter von Mitte zwanzig durch Nebenrollen in einigen Karl-May-Verfilmungen einer breiteren Öffentlichkeit bekanntgeworden. Ab den 1980er Jahren wurde er vor allem als Darsteller des unkonventionell-nonkonformistisch auftretenden Duisburger Hauptkommissars Horst Schimanski in der TV-Krimireihe Tatort populär. 
In seiner späteren Karriere bewies George zunehmend eine darstellerische Vielseitigkeit. Er trat als Charakterschauspieler sowohl in anspruchsvollen tragischen (z. B. Der Totmacher, 1995) als auch in satirisch-komödiantischen Rollen (z. B. Schtonk!, 1992) auf und wurde mehrfach ausgezeichnet, so unter anderem mit dem Filmband in Gold des Deutschen Filmpreises, dem Grimme-Preis, der Goldenen Kamera und dem Deutschen Schauspielerpreis für sein Lebenswerk. 2014 erhielt er das Große Verdienstkreuz der Bundesrepublik Deutschland.
In einem seiner letzten Filmauftritte stellte er 2013 vor dem Hintergrund der Frage nach der Verantwortung des Künstlers in einer Diktatur im TV-Dokudrama George seinen Vater, den Schauspieler Heinrich George, dar.

## Leben

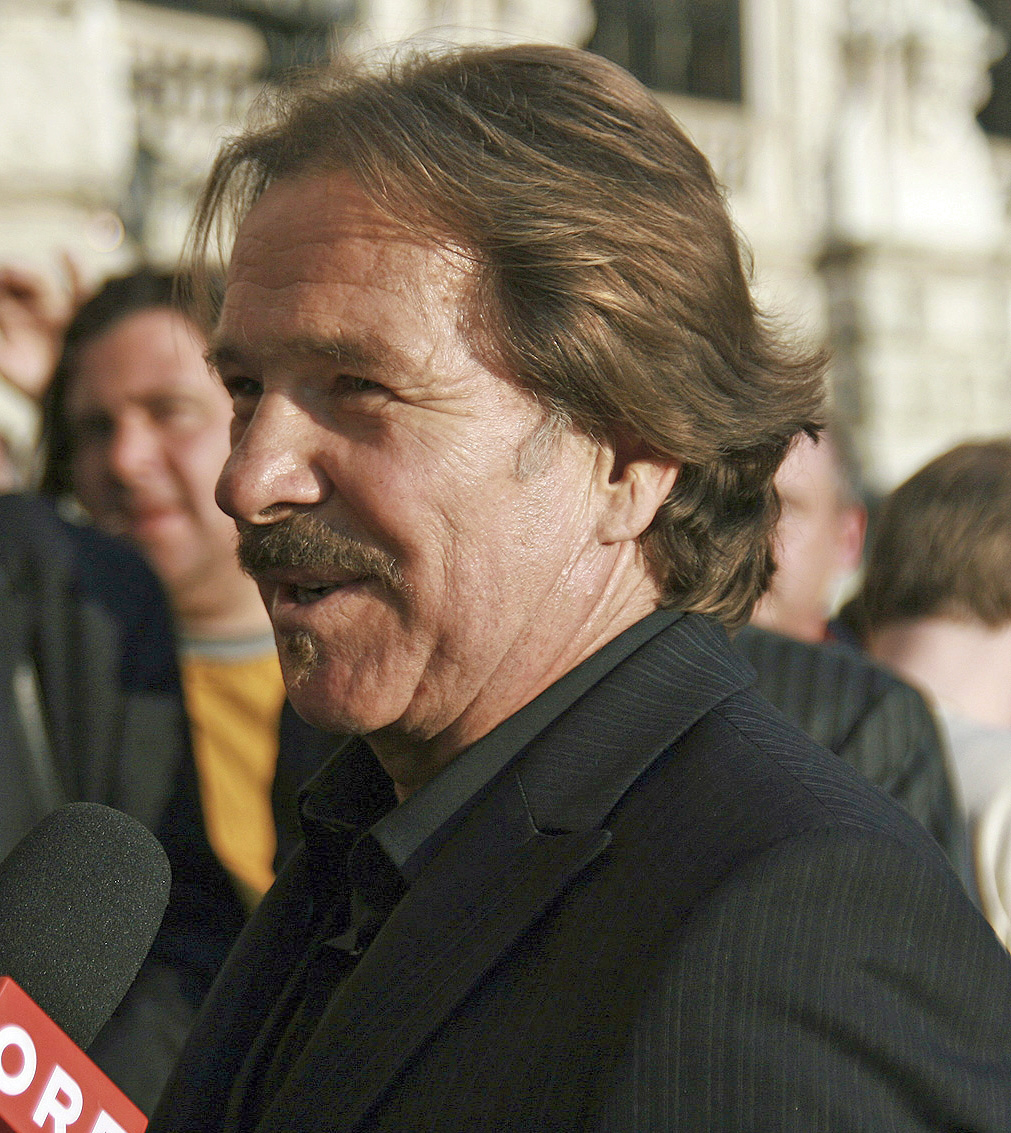
Götz George (2009)

### Herkunft, Kindheit und Jugend
Götz George entstammte einer Schauspielerfamilie. Sein Vater Heinrich George war bereits während der Weimarer Republik ein berühmter Film- und Theaterstar. Er arrangierte sich trotz anfänglich oppositioneller Haltung mit der NS-Diktatur, in der er sich als Charakterdarsteller in der NS-Filmpropaganda etablieren konnte. Der Vater, der ihm den Vornamen in Anlehnung an seine Lieblingsrolle Götz von Berlichingen gab, starb 1946 als Gefangener in dem von der Sowjetunion betriebenen Speziallager Sachsenhausen.
Götz’ Mutter Berta Drews war ebenfalls eine bekannte Schauspielerin. Götz wuchs mit seinem sieben Jahre älteren Bruder Jan bei der Mutter in Berlin auf, besuchte zunächst in Berlin-Lichterfelde die Berthold-Otto-Schule und dann bis zur Mittleren Reife das Lyceum Alpinum im schweizerischen Zuoz. Jan George arbeitet als Fotograf, Dokumentar- und Werbefilmer.

### Schauspielkarriere

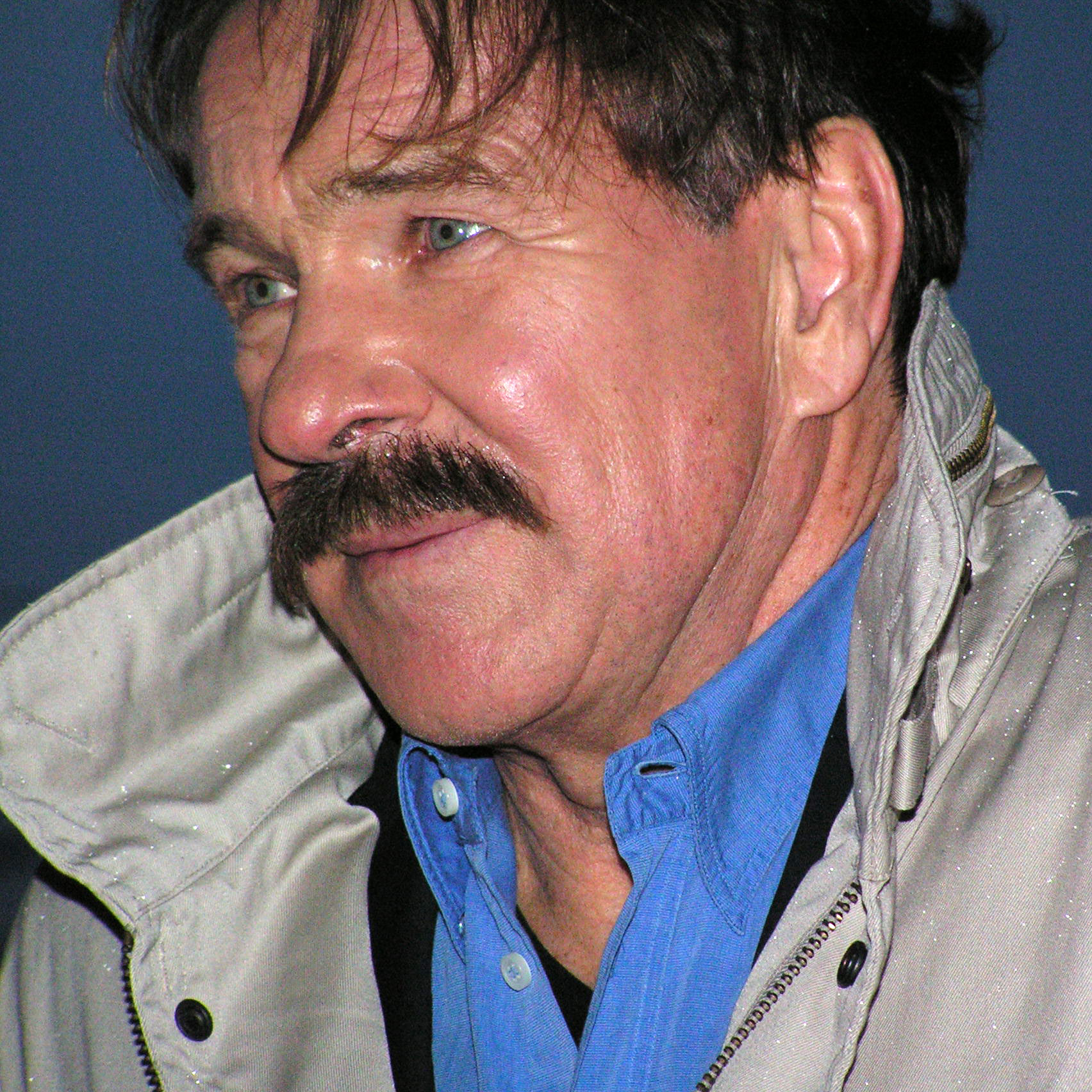
Götz George als Horst Schimanski (2007)

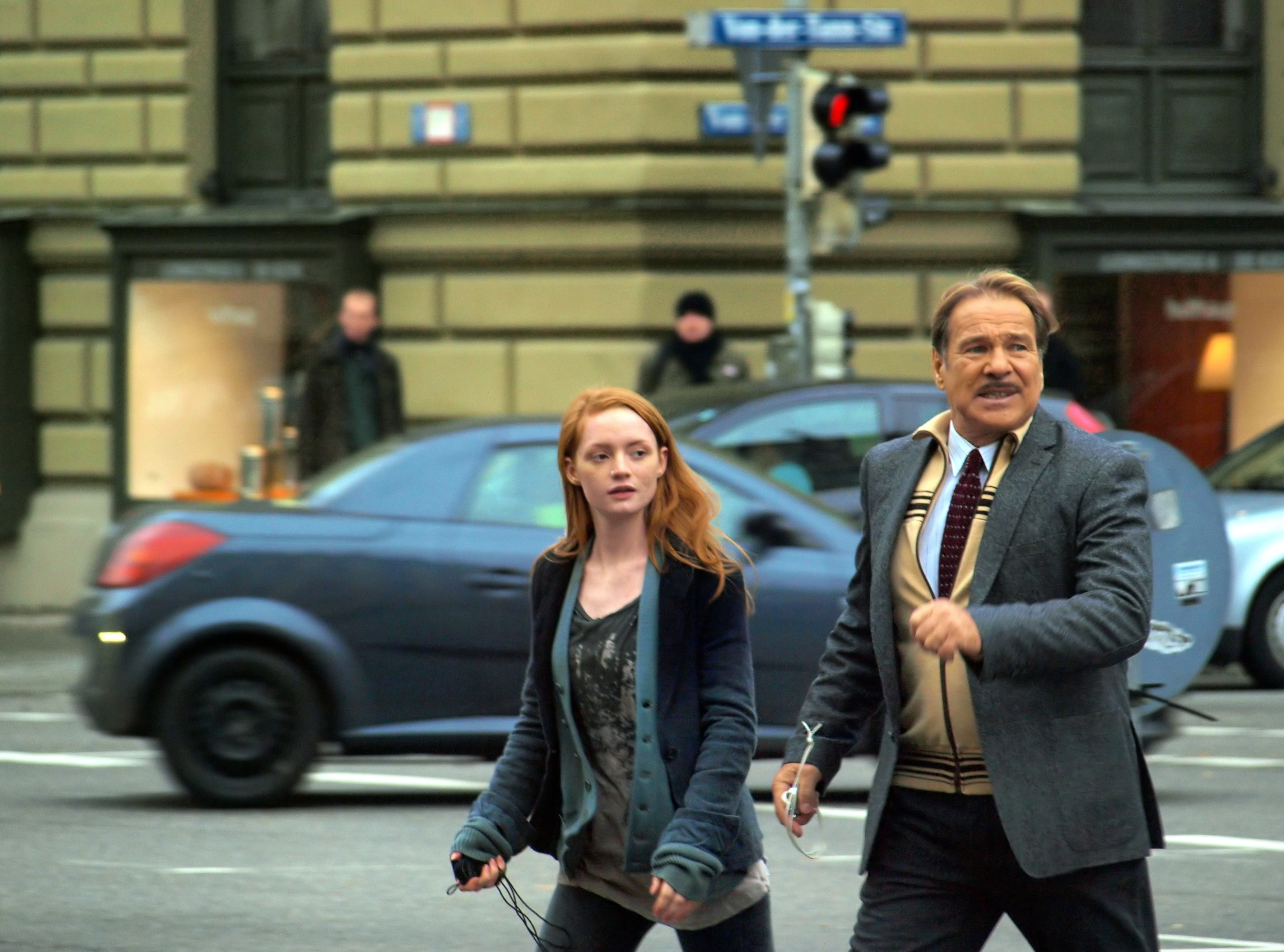
George mit Janina Stopper während der Dreharbeiten zu Papa allein zu Haus (2009)

Sein Bühnendebüt hatte Götz George im Alter von zwölf Jahren 1950 in William Saroyans Mein Herz ist im Hochland am Berliner Hebbel-Theater. 1953 bekam der 15-jährige George neben Romy Schneider seine erste kleine Filmrolle in Wenn der weiße Flieder wieder blüht. Im selben Jahr spielte er erstmals, wie später noch oft, an der Seite seiner Mutter Berta Drews in Shakespeares Richard III. Von 1955 bis 1958 studierte er am Berliner UFA-Nachwuchsstudio bei Else Bongers. In dem DEFA-Film Alter Kahn und junge Liebe stand er 1956 das erste Mal in einer Hauptrolle vor der Kamera. Mit dem Film Jacqueline gelang George 1959 der Durchbruch bei Kritik und Publikum. Für seine Rolle wurde er mit dem Preis der deutschen Filmkritik und mit dem Deutschen Filmpreis (Bester Nachwuchsschauspieler) ausgezeichnet. Die entscheidende schauspielerische Ausbildung erhielt er in der Zeit von 1958 bis 1963. Auf den Rat seiner Mutter hin spielte er am Deutschen Theater in Göttingen unter der Leitung von Heinz Hilpert. Nach dessen Tod schloss er sich nie wieder einem festen Ensemble an, er stand aber regelmäßig bei Tourneen oder Gastspielen auf der Bühne.
In den 1960er Jahren spielte George in Filmen wie Kirmes und Herrenpartie. Einem breiten Publikum wurde er durch Filme der Karl-May-Reihe bekannt. Er begann sie 1962 mit der Rolle des Farmersohns Fred Engel in Der Schatz im Silbersee und erhielt im gleichen Jahr den Bambi als bester Nachwuchsschauspieler verliehen. George absolvierte seine Stunts alle selbst, auch in seiner Hauptrolle als Sheriff in Sie nannten ihn Gringo.
In den 1970er Jahren spielte er vornehmlich Theater und wirkte in Fernsehproduktionen mit, darunter in vielen Folgen von Der Kommissar, Tatort, Derrick und Der Alte. Hansgünther Heyme verpflichtete ihn 1972 an das Kölner Schauspielhaus, wo er den Martin Luther in Dieter Fortes Martin Luther und Thomas Münzer spielte. Erst 1977 besetzte man ihn für Aus einem deutschen Leben wieder in einer Kinohauptrolle – als Franz Lang, eine Figur, die aus der Biografie des Auschwitz-Kommandanten Rudolf Höß entwickelt wurde. 1988 stand er erneut bei der DEFA in Der Bruch gemeinsam mit Rolf Hoppe und Otto Sander vor der Kamera. Im Jahr 1978 spielte er in Die tätowierte Rose von Tennessee Williams an der Seite von Sonja Ziemann. 1981 hatte er die Titelrolle in Büchners Dantons Tod bei den Salzburger Festspielen. 1986/87 inszenierte George, zusammen mit Eberhard Feik und Helmut Stauss, Gogols Revisor. Mit Tschechows Platonov ging George 1990 letztmals auf Theater-Tournee.
Seinen größten Zuschauererfolg hatte George in den 1980er Jahren im Fernsehen: mit den 29 Schimanski-Tatortfolgen des WDR, die von 1981 bis 1991 zu sehen waren. In dieser Rolle trat er 1990 auch in dem Fernseh-Kriminalfilm Unter Brüdern auf, dem einzigen Crossover der bundesdeutschen Krimireihe Tatort und der DDR-Krimireihe Polizeiruf 110.
In den 1990er Jahren spielte er in Der Sandmann den vermeintlichen Serienmörder und Literaten Henry Kupfer. In Die Bubi-Scholz-Story stellte George den gealterten, gebrochenen Boxer dar. In Der Totmacher war er der Serienmörder Fritz Haarmann, was ihm unter anderem den Darstellerpreis der Filmfestspiele von Venedig und den letzten von vier Deutschen Filmpreisen einbrachte. In Nichts als die Wahrheit übernahm er – mit Hilfe einer Latexmaske optisch gealtert – die Rolle des NS-Arztes und Massenmörders Josef Mengele. Komödiantisch angelegt waren seine Rollen in mehreren Filmen von Helmut Dietl: als Hamburger Reporter Hermann Willié in Schtonk!, als Regisseur Uhu Zigeuner in Rossini – oder die mörderische Frage, wer mit wem schlief und als todkranker Bundeskanzler in Zettl.
Anlässlich seines Todes bezeichnete Michael Hanfeld ihn in einem Nachruf als schauspielerischen Tausendsassa:

„Tragödie, Komödie, Kammerspiel, Klassiker, Thriller, Action – George hatte sämtliche Genres drauf und in jedes und in jede Rolle begab er sich mit Haut und Haaren, näherte sich seinen Figuren mit jeder Faser in einer Weise an, die seinen Mitspielern, den Regisseuren und Produzenten, alles abverlangte.“

### Privatleben
George war von 1966 bis 1976 mit der Schauspielerin Loni von Friedl verheiratet. Sie hatten sich 1962 bei ihrer Auszeichnung mit dem Bambi als beste Nachwuchsschauspieler und -spielerin kennengelernt. Der Ehe entstammt die 1967 geborene Tochter Tanja George, die von 1991 bis 1995 bei einigen Kurzfilmen Regie führte.
Ab 1998 lebte George mit der Hamburger Journalistin Marika Ullrich zusammen; das Paar heiratete 2014. Seit 1986 war er Mitglied des TSV 1860 München. Er besaß eine Villa in Berlin-Zehlendorf, eine Dachgeschosswohnung in Hamburg-St. Georg und ein Haus im Nordosten Sardiniens.

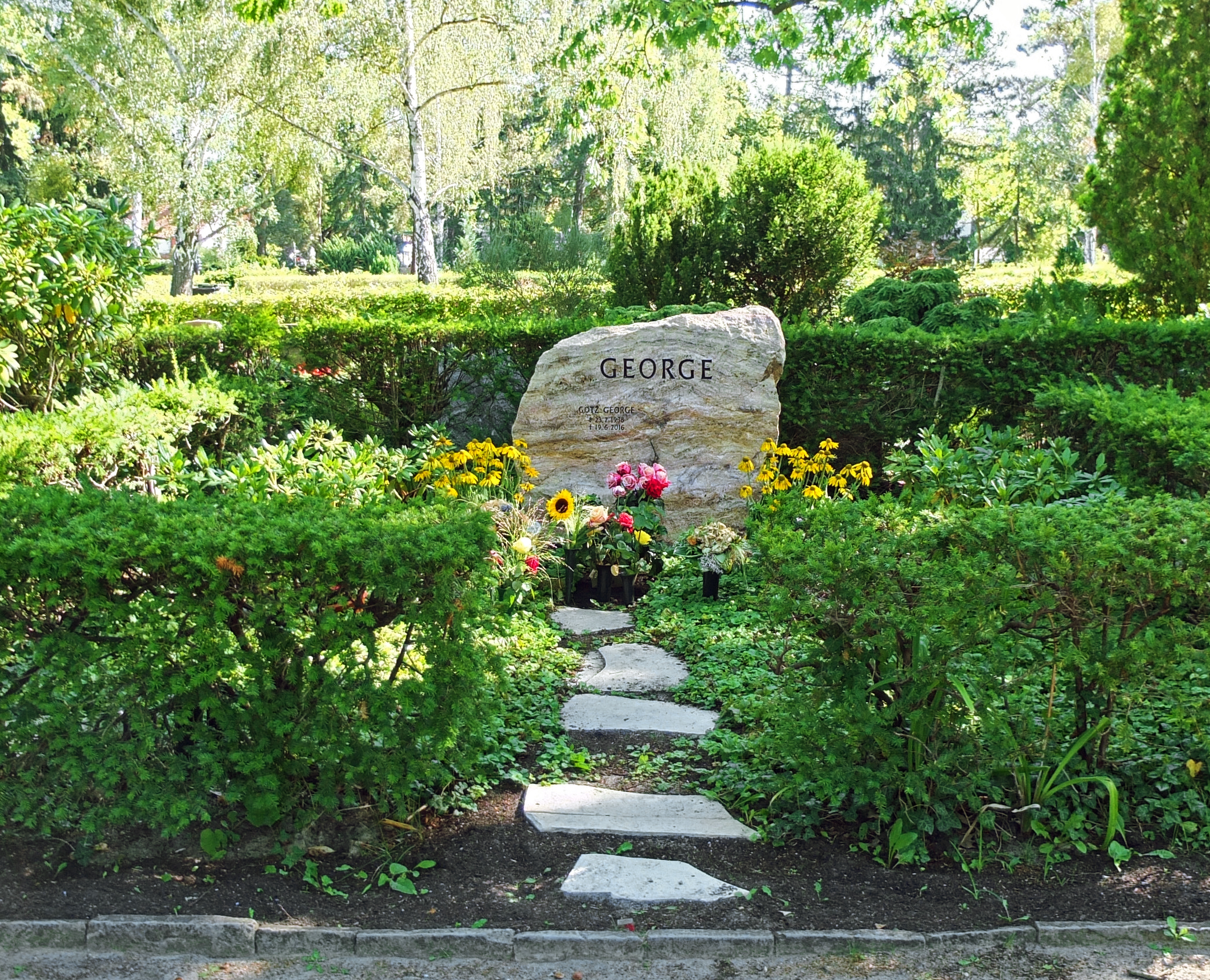
Grabstätte von Götz George auf dem Friedhof Zehlendorf

Götz George starb am 19. Juni 2016 im Alter von 77 Jahren in Hamburg. Er wurde im engsten Familienkreis in seiner Geburtsstadt Berlin auf dem Friedhof Zehlendorf wenige Meter neben der Grabstelle seines Vaters beigesetzt.

### Soziales Engagement
Ab 2010 engagierte sich George für die Deutsche Krebshilfe sowie die Bekämpfung von Krebskrankheiten und wirkte unentgeltlich an dem Benefiz-Projekt „Rainer Wahnsinn“ mit. Außerdem nahm er an einer Kampagne des Weißen Rings teil. Darüber hinaus unterstützte er den aus einer gewerkschaftlichen Initiative heraus gegründeten Verein Mach meinen Kumpel nicht an! – für Gleichbehandlung, gegen Fremdenfeindlichkeit und Rassismus e. V. in seinem Einsatz gegen Fremdenfeindlichkeit, Rassismus und Rechtsextremismus. 1987 und 1988 trug George in den Tatort-Folgen Spielverderber und Gebrochene Blüten in seiner Rolle als Kommissar Horst Schimanski einen Button mit dem Logo des Vereins am Revers seiner berühmten beigefarbenen M65-Feldjacke.

## Filmografie

### Kinofilme
- 1953: Wenn der weiße Flieder wieder blüht
- 1953: Ihre große Prüfung
- 1957: Alter Kahn und junge Liebe
- 1958: Solange das Herz schlägt
- 1959: Jacqueline
- 1960: Kirmes
- 1960: Die Fastnachtsbeichte
- 1961: Der Teufel spielte Balalaika
- 1961: Ihr schönster Tag
- 1961: Mörderspiel
- 1961: Unser Haus in Kamerun
- 1962: Der Schatz im Silbersee
- 1962: Das Mädchen und der Staatsanwalt
- 1962: Nur tote Zeugen schweigen (Ipnosis)
- 1963: Liebe will gelernt sein
- 1963: Mensch und Bestie
- 1964: Herrenpartie
- 1964: Wartezimmer zum Jenseits
- 1964: Unter Geiern
- 1965: Ferien mit Piroschka
- 1965: Sie nannten ihn Gringo
- 1966: Winnetou und das Halbblut Apanatschi
- 1968: Inspektor Blomfields Fall Nr. 1 – Ich spreng euch alle in die Luft
- 1968: Der Todeskuss des Dr. Fu Man Chu
- 1968: Himmelfahrtskommando El Alamein (Commandos)
- 1970: Ostwind (Le vent d'est)
- 1977: Aus einem deutschen Leben
- 1984: Abwärts
- 1985: Zahn um Zahn
- 1987: Zabou
- 1988: Die Katze
- 1989: Der Bruch
- 1989: Blauäugig
- 1992: Schtonk!
- 1993: Ich und Christine
- 1995: Die Sturzflieger
- 1995: Der Totmacher
- 1997: Rossini – oder die mörderische Frage, wer mit wem schlief
- 1998: Das Trio
- 1998: Solo für Klarinette
- 1999: Nichts als die Wahrheit
- 2001: Viktor Vogel – Commercial Man
- 2003: Gott ist tot
- 2006: Maria an Callas
- 2009: Mein Kampf
- 2012: Zettl

### Fernsehfilme und Serien
- 1957: Kolportage
- 1965: Alle meine Söhne
- 1967: Der Werbeoffizier
- 1967: Schlehmihls wundersame Geschichte
- 1968: Match
- 1969: Ein Jahr ohne Sonntag
- 1969: Spion unter der Haube
- 1970: 11 Uhr 20
- 1970: Der Kommissar – Tod einer Zeugin
- 1971: Tatort – Blechschaden
- 1971: Glückspilze
- 1971: Diamantendetektiv Dick Donald
- 1972: Der Kommissar – Ein Amoklauf
- 1972: Der Illegale
- 1972: Tatort – Rattennest
- 1972: Kesselflickers Hochzeit
- 1973: Hamburg Transit – Eifersucht
- 1973: Die Gräfin von Rathenow
- 1973: Der Kommissar – Sommerpension
- 1973: Zwischen den Flügen
- 1974: Mandragola
- 1976: Café Hungaria
- 1976: Tatort – Transit ins Jenseits
- 1976: Lancier, der Söldner (Les diamants du président)
- 1977: Vermutungen über Franz Bieberkopf
- 1977: Polizeiinspektion 1 – Verfolgungswahn
- 1978: Derrick – Der Spitzel
- 1978: Der Alte – Der schöne Alex
- 1979: Der Alte – Der Auftraggeber
- 1981: Überfall in Glasgow
- 1981: Die Sonnenpferde (Les chevaux du soleil)
- 1981: Tatort – Duisburg-Ruhrort
- 1981: Der König und sein Narr
- 1981: Tatort – Grenzgänger
- 1982: Tatort – Der unsichtbare Gegner
- 1982: Der Regenmacher
- 1982: Tatort – Das Mädchen auf der Treppe
- 1982: Tatort – Kuscheltiere
- 1983: Tatort – Miriam
- 1983: Das schöne Ende dieser Welt
- 1984: Tatort – Kielwasser
- 1984: Tatort – Zweierlei Blut
- 1984: Abgehört
- 1984: Tatort – Rechnung ohne Wirt
- 1985: Tatort – Doppelspiel
- 1985: Tatort – Das Haus im Wald
- 1985: Tatort – Zahn um Zahn (Kinofilm)
- 1986: Tatort – Der Tausch
- 1986: Tatort – Schwarzes Wochenende
- 1986: Tatort – Freunde
- 1987: Tatort – Zabou (Kinofilm)
- 1987: Tatort – Spielverderber
- 1988: Tatort – Gebrochene Blüten
- 1988: Tatort – Einzelhaft
- 1988: Tatort – Moltke
- 1989: Tatort – Der Pott
- 1989: Tatort – Blutspur
- 1989: Spielen willst du ja alles. Götz George – rastlos im Einsatz
- 1989: Tatort – Katjas Schweigen
- 1989: Schulz & Schulz
- 1990: Baldur Blauzahn (WDR-Serie; Kurzauftritt als Schwuler Schorsch)
- 1990: Tatort – Medizinmänner
- 1990: Tatort – Schimanskis Waffe
- 1990: Unter Brüdern (Gemeinsame Folge der Fernsehreihen Tatort und Polizeiruf 110)
- 1991: Schulz & Schulz II
- 1991: Tatort – Bis zum Hals im Dreck
- 1991: Tatort – Kinderlieb
- 1991: Tatort – Der Fall Schimanski
- 1992: Schulz & Schulz III
- 1992: Schulz & Schulz IV
- 1993: Morlock I – Kinderkram
- 1993: Morlock II – Die Verflechtung
- 1993: Morlock III – König Midas
- 1993: Schulz & Schulz V
- 1994: Morlock IV – Der Tunnel
- 1995: Das Schwein – Eine deutsche Karriere
- 1995: Der König von Dulsberg
- 1995: Der Sandmann
- 1995: Der Mann auf der Bettkante
- 1996: Tote sterben niemals aus
- 1996: Tor des Feuers
- 1997: Schimanski – Die Schwadron
- 1997: Schimanski – Blutsbrüder
- 1997: Schimanski – Hart am Limit
- 1998: Schimanski – Muttertag
- 1998: Schimanski – Rattennest
- 1998: Schimanski – Geschwister
- 1998: Die Bubi-Scholz-Story
- 1999: Die Entführung
- 1999: Schimanski – Sehnsucht
- 1999: Racheengel – Die Stimme aus dem Dunkeln
- 2000: Die Spur meiner Tochter
- 2000: Schimanski muss leiden
- 2001: Bargeld lacht
- 2001: Schimanski – Kinder der Hölle
- 2001: Liebe. Macht. Blind.
- 2001: Tödliche Liebe
- 2002: Liebe ist die halbe Miete
- 2002: Schimanski – Asyl
- 2002: Der Anwalt und sein Gast
- 2003: Mein Vater
- 2003: Verliebte Diebe
- 2003: Geheimnisvolle Freundinnen
- 2003: Familienkreise
- 2003: Alpenglühen
- 2003: Blatt und Blüte – Die Erbschaft
- 2004: René Deltgen – Der sanfte Rebell
- 2004: Schimanski – Das Geheimnis des Golem
- 2004: Kein Himmel über Afrika
- 2005: Einmal so wie ich will
- 2005: Liebe versetzt Berge – Alpenglühen 2
- 2005: Schimanski – Sünde
- 2005: Kabale und Liebe
- 2006: Commissario Laurenti – Die Toten vom Karst
- 2006: Die Sturmflut
- 2006: Als der Fremde kam
- 2007: Die Katze
- 2007: Schimanski – Tod in der Siedlung
- 2007: Meine fremde Tochter
- 2007: Der Novembermann
- 2008: Schokolade für den Chef
- 2008: Schimanski – Schicht im Schacht
- 2010: Zivilcourage
- 2010: Lüg weiter, Liebling
- 2011: Schimanski – Schuld und Sühne
- 2011: Papa allein zu Haus
- 2011: Nacht ohne Morgen
- 2011: Nachtschicht – Reise in den Tod
- 2012: Deckname Luna (Zweiteiler)
- 2013: Tod einer Polizistin
- 2013: George
- 2013: Schimanski – Loverboy
- 2014: Besondere Schwere der Schuld
- 2016: Böse Wetter – Das Geheimnis der Vergangenheit

## Auszeichnungen

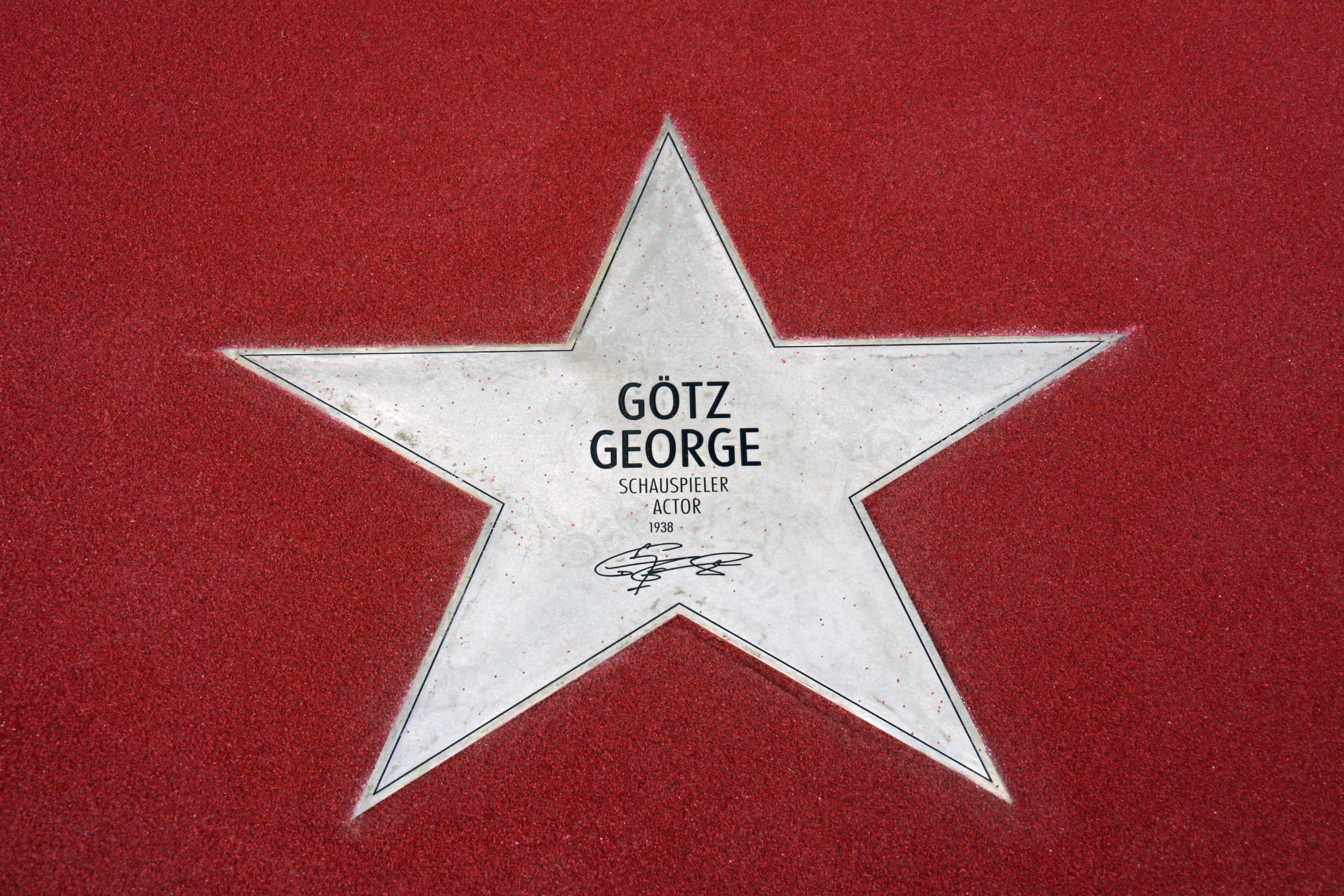
Stern von Götz George auf dem Boulevard der Stars in Berlin

- 1960: Filmband in Silber (Bester Nachwuchsschauspieler) für Jacqueline
- 1961: Kritikerpreis für Jacqueline
- 1962: Bambi
- 1984: Bambi
- 1985: Deutscher Darstellerpreis für die Tatort-Serie
- 1985: Filmband in Gold (Bester Darsteller) für Abwärts
- 1985: Bravo Otto in Bronze (Schauspieler)
- 1985: Jupiter (Kategorie: Bester Darsteller)
- 1989: Adolf-Grimme-Preis mit Gold für Tatort – Moltke (zusammen mit Hajo Gies und Eberhard Feik)
- 1989: Goldener Gong für Schulz und Schulz
- 1992: Goldene Kamera
- 1992: Berliner Bär (B.Z.-Kulturpreis)
- 1992: Bambi
- 1992: Bayerischer Fernsehpreis für Tatort – Der Fall Schimanski
- 1992: Filmband in Gold (Bester Darsteller) für Schtonk!
- 1993: Verdienstkreuz des Verdienstordens der Bundesrepublik Deutschland
- 1994: DIVA-Award
- 1995: Bayerischer Filmpreis (Bester Darsteller) für Der Sandmann
- 1995: Coppa Volpi beim Filmfestival von Venedig (Darstellerpreis) für Der Totmacher
- 1995: Telestar (Bester Darsteller in einem Fernsehspiel) für Das Schwein – Eine deutsche Karriere
- 1996: Filmband in Gold (Bester Darsteller) für Der Totmacher
- 1996: Adolf-Grimme-Preis mit Gold für Der Sandmann (zusammen mit Nico Hofmann)
- 1996: Goldener Löwe von RTL (Bester Darsteller in einem Fernsehfilm) für Der Sandmann
- 1996: Verdienstorden des Landes Nordrhein-Westfalen
- 1998: Goldene Romy (Beliebtester Schauspieler)
- 2000: Jupiter (Kategorie: Bester Darsteller)
- 2000: Brussels International Film Festival: Silberne Iris für Darsteller für Nichts als die Wahrheit
- 2001: Goldene Kamera (Publikumspreis für die besten Tatort-Ermittler) zusammen mit Eberhard Feik
- 2001: Goldene Feder für sein Lebenswerk
- 2003: Publikumspreis der Marler Gruppe für Mein Vater
- 2003: Bayerischer Fernsehpreis für Mein Vater
- 2003: Emmy für Mein Vater
- 2003: Verdienstorden des Landes Berlin
- 2004: Goldener Ochse – Ehrenpreis beim Filmkunstfest Mecklenburg-Vorpommern
- 2007: Deutscher Fernsehpreis – Ehrenpreis der Stifter
- 2009: Romy – Platin-Romy für sein Lebenswerk
- 2010: Rheinlandtaler – als Identifikationsfigur für die Region (rheinisches Ruhrgebiet)
- 2010: Stern auf dem Boulevard der Stars in Berlin
- 2011: DIVA – Deutscher Entertainment Preis
- 2011: Publikumspreis der Marler Gruppe für Zivilcourage (zusammen mit Dror Zahavi, Jürgen Werner und Carolyn Genzkow)
- 2013: Deutscher Schauspielerpreis (Ehrenpreis für sein Lebenswerk)
- 2014: Großes Verdienstkreuz des Verdienstordens der Bundesrepublik Deutschland

## Dokumentarfilme
- Götz George: Das Leben, die Kunst und ein deutscher Mime. Gespräch, 7:49 Min., ttt – titel, thesen, temperamente, Erstsendung: 4. Mai 2008
- Beckmann im Gespräch mit Götz George. NDR, Erstausstrahlung: 12. Mai 2008
- Alles Gute, Götz George! Dokumentation, 45 Min., Erstausstrahlung: 23. Juli 2008
- Nicht reden, machen – Eine Begegnung mit Götz George zum 70. Geburtstag. WDR, 45 Min., Buch und Regie: Marika Ullrich, Erstausstrahlung: 25. Juli 2008, Inhaltsangabe der ARD
- Der will doch nur spielen – Götz George. WDR, 44 Min., Buch und Regie: Frank Bürgin, Erstsendung: 19. Juli 2013, Inhaltsangabe der ARD